# Castelnuovo di Ceva
Castelnuovo di Ceva ist eine Gemeinde in der italienischen Provinz Cuneo (CN), Region Piemont.

## Lage und Einwohner
Castelnuovo di Ceva liegt 65 Straßenkilometer östlich von der Provinzhauptstadt Cuneo entfernt an der Grenze zu Ligurien. Das Gemeindegebiet umfasst eine Fläche von 6,26 km² und hat 104 Einwohner (Stand 31. Dezember 2023).
Die Nachbargemeinden sind Montezemolo, Murialdo SV, Priero und Roccavignale SV.

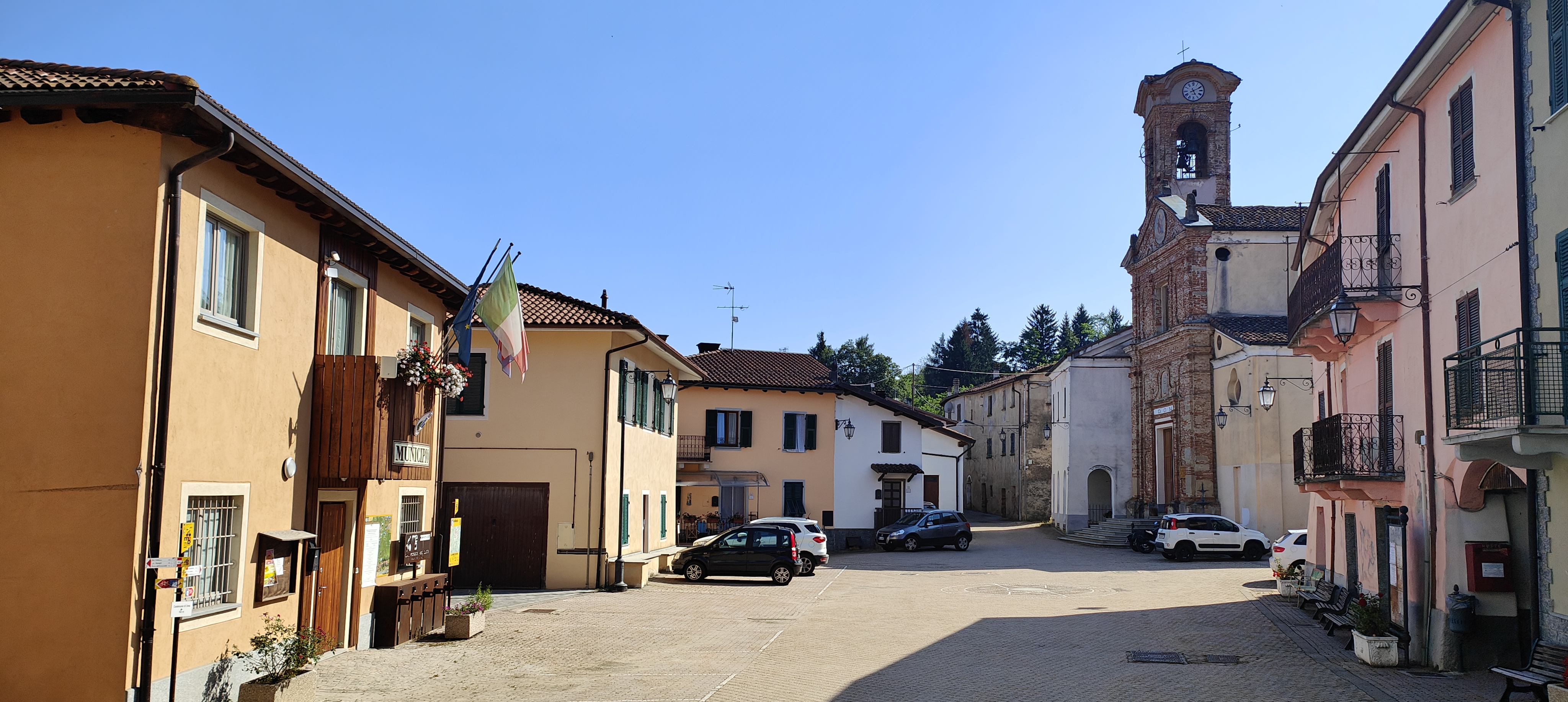
Piazza

## Geschichte

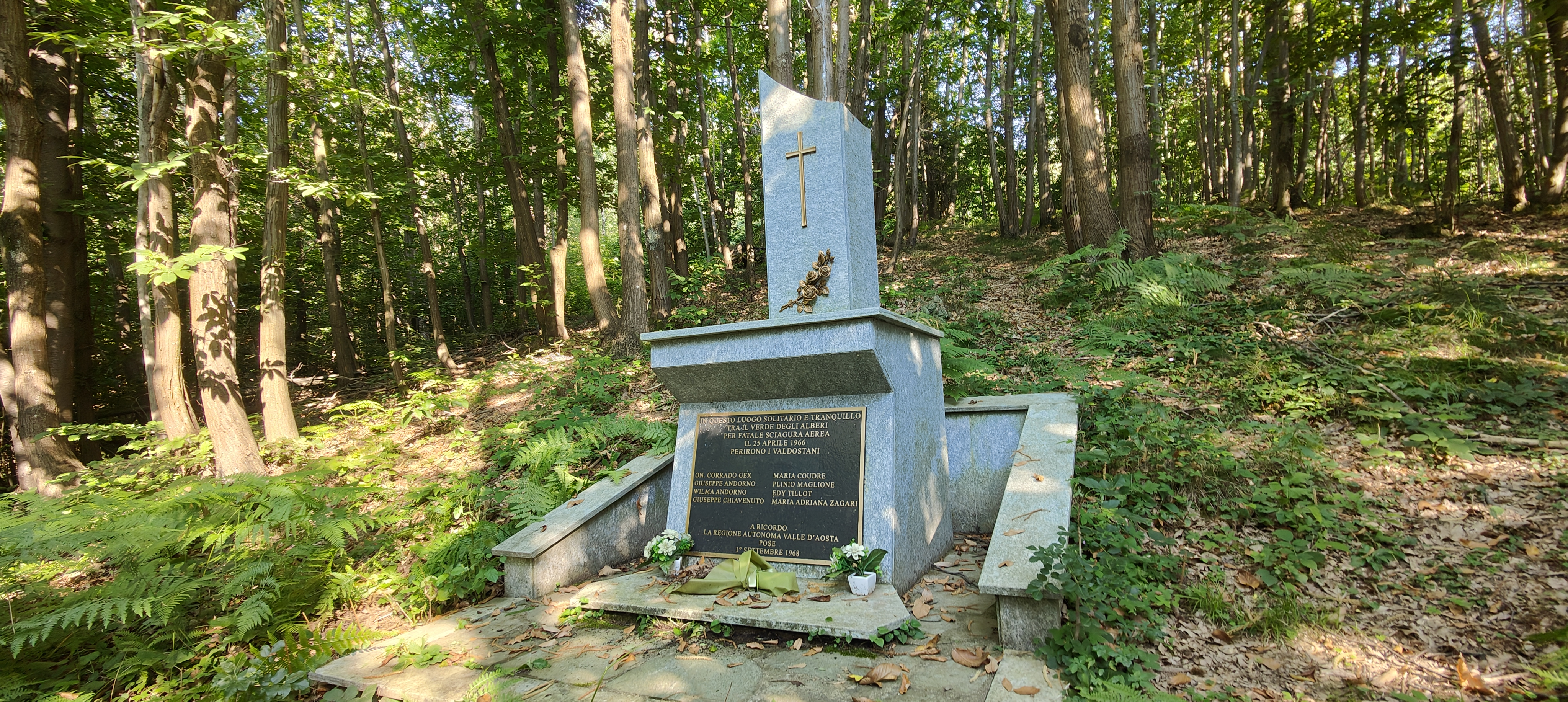
Gedenkstätte vom Flugzeugabsturz 1966

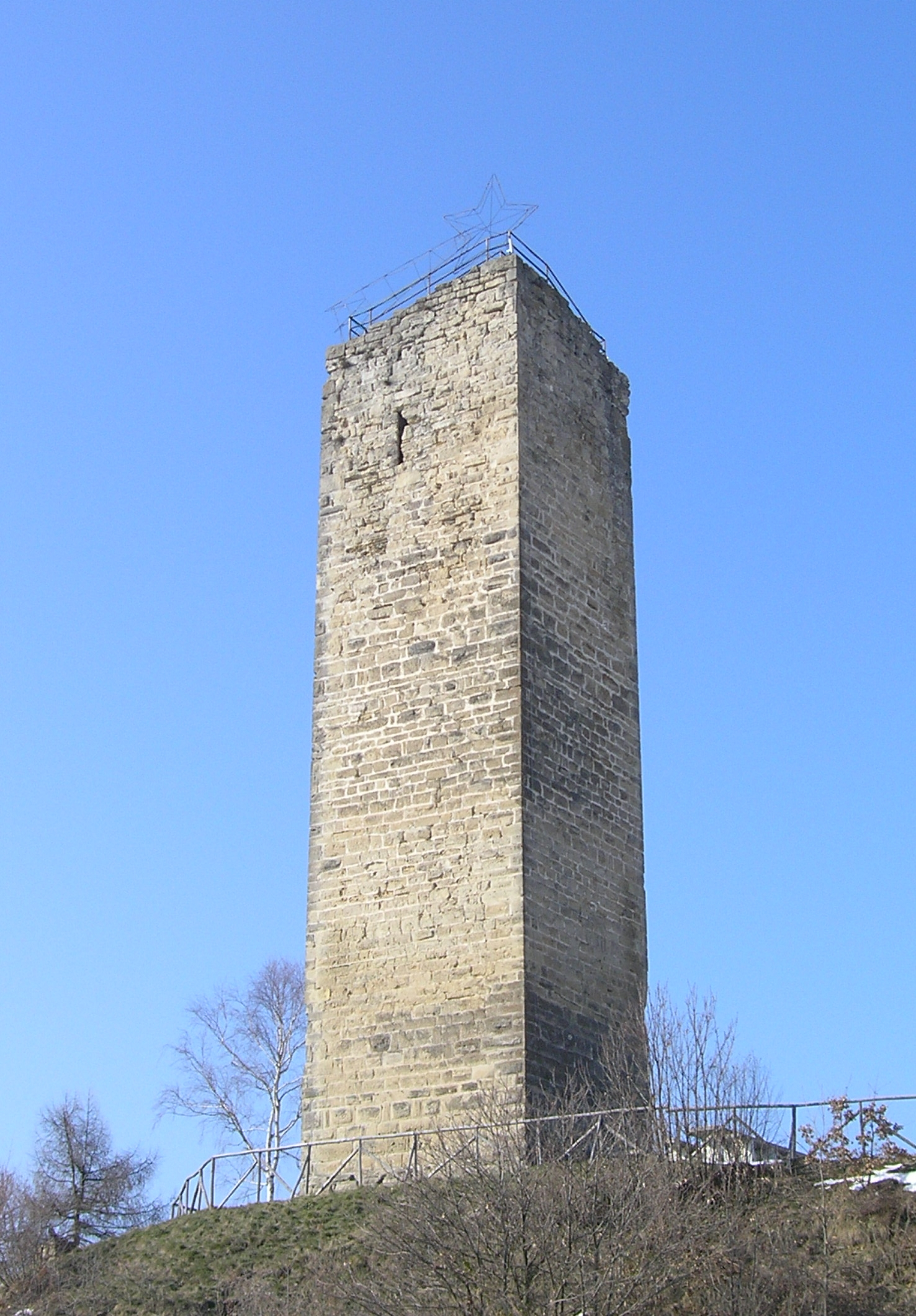
Der Turm von Castelnuovo di Ceva

Der Ortsname, der mindestens seit der Mitte des 14. Jahrhunderts als „Castrumnovum“ belegt ist, weist auf das Vorhandensein einer alten Burg an dieser Stelle hin, die wahrscheinlich mit der mit zwei Türmen ausgestatteten Burg identifiziert werden kann, die gegen Ende des 18. Jahrhunderts zerstört wurde.
Im Besitz des Bredulo-Komitees ging es im 12. Jahrhundert in die Markgrafschaft Ceban über. Ende des 13. Jahrhunderts von Giorgio dem Zwerg an die Gemeinde Asti abgetreten, wurde es in der zweiten Hälfte des 14. Jahrhunderts an Herzog Galeazzo Visconti verkauft. Später gelangte es an Gio Francesco di Ceva, von dem es von Ludovico d'Orleans beschlagnahmt wurde. Er schenkte es seinem Leutnant Ettore Ainardi, der es zu Beginn des 16. Jahrhunderts an Francesco della Rovere, Herzog von Sora, übergab. Es war unter anderem Lehen von Gio Vincenzo di Ceva, den Germonios von Incisa und den Bonellis von Alba und wurde in der ersten Hälfte des 17. Jahrhunderts nach dem Vertrag von Cherasco dem Staat Savoyen angegliedert.
Vom Ende der 1920er Jahre bis 1947 bildete Castelnuovo zusammen mit Montezemolo und Priero, eine einzige Gemeinde.
Am 25. April 1966 startete der italienische Politiker und Pilot Corrado Gex (* 1932) als Kommandant einer Pilatus PC-6/340A-H2 vom Flughafen Le Castellet in Frankreich.  Nach einem Zwischenstopp in Albenga traf er bei der Annäherung an Castelnuovo di Ceva auf sich verschlechternde Wetterbedingungen mit tiefen Wolken und deutlich eingeschränkter Sicht. Das Flugzeug flog in geringer Höhe unter der Wolkendecke, prallte gegen Bäume und stürzte gegen die Seite eines Hügels. Der Pilot Corrado Gex und die sieben Passagiere kamen ums Leben.

## Sehenswürdigkeiten
- Der 24 m hohe majestätischer Turm, die Überreste der im 11. Jahrhundert erbauten Burg.
- Die Pfarrkirche San Maurizio aus dem 19. Jahrhundert.
- Die Friedhofskapelle, ebenfalls San Maurizio gewidmet.